# Brady (Texas)
Brady város az USA Texas államában. Lakosainak száma 5118 fő (2020. április 1.).

## Népesség
A település népességének változása:
| Lakosok száma | 5523 | 5528 | 5118 |
|               | 2000 | 2010 | 2020 |